# Breakbot

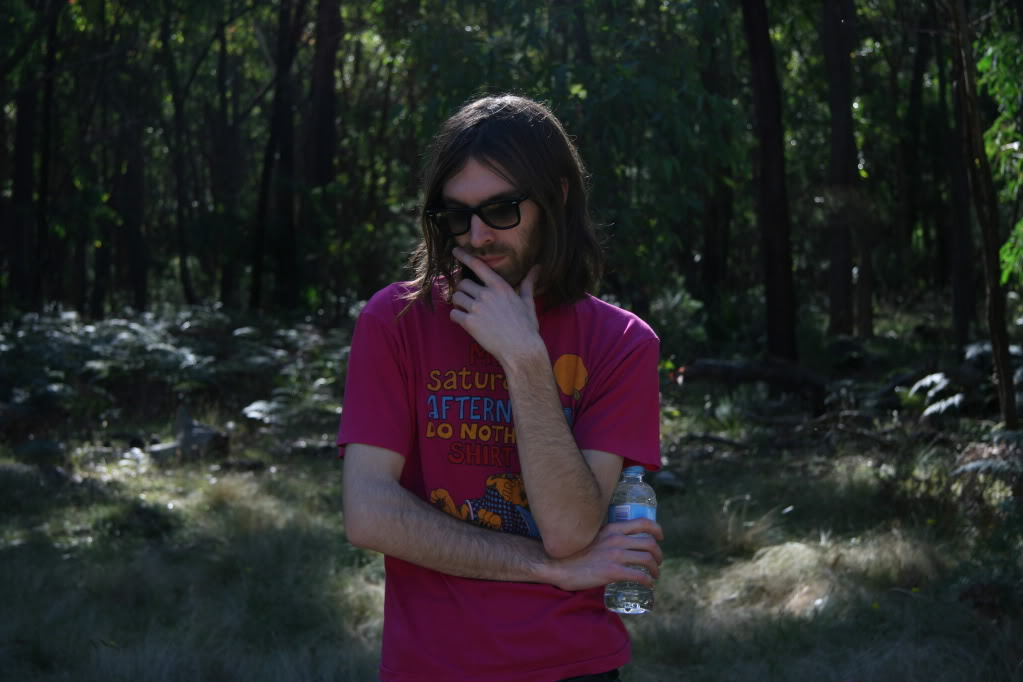
Breakbot

Breakbot (eigentlich Thibaut Berland; * 5. Oktober 1981 im Département Yvelines) ist ein französischer DJ und Musikproduzent der elektronischen Tanzmusik.
2007 veröffentlichte er seine erste EP Happy Rabbit auf dem Londoner Label Moshi Moshi Records. Seit Mai 2009 steht er bei dem französischen Label Ed Banger Records unter Vertrag.

## Diskografie

### Alben
- By Your Side (Because, 2012)
- Still Waters (Ed Banger Records, 2016)

### Singles und EPs
- Happy Rabbit EP (Moshi Moshi Records, 2007)
- Baby I’m Yours EP (Ed Banger Records, 2010, UK: Silber)
- Fantasy - EP (Ed Banger Records, 2011)
- Get Lost (2015)
- My Toy (2016)
- Another You - EP (2018)

### Mixes
- Breakbot’s Heroes Mix
- Breakbot „TILT! Megamix“
- Dance On Glass Mix 03
- Valentine Mixtape
- Breakbot Annie Mac 5 Min Minimix
- Breakbot DJ Session Origami Style
- Breakbot „Lazy Sunday Selecta“
- Electronic Session Presents Breakbot

### Remixe (Auswahl)
- Justice: Let There Be Light
- Metronomy: A Thing For Me
- Digitalism: Apollo-Gize
- Röyksopp: Happy Up There
- Sébastien Tellier: Roche
- The Rakes: That’s The Reason
- Chromeo: When The Night Falls

## Auszeichnungen für Musikverkäufe
| Goldene Schallplatte - Brasilien - 2024: für die Single Baby I’m Yours - Vereinigte Staaten - 2025: für die Single Baby I’m Yours |

Anmerkung: Auszeichnungen in Ländern aus den Charttabellen bzw. Chartboxen sind in ebendiesen zu finden.
| Land/RegionAuszeichnungen für Musikverkäufe (Land/Region, Auszeichnungen, Verkäufe, Quellen) | Silber  | Gold     | Platin  | Verkäufe | Quellen             |
| -------------------------------------------------------------------------------------------- | ------- | -------- | ------- | -------- | ------------------- |
| Brasilien (PMB)                                                                              | —       | Gold1    | —       | 30.000   | pro-musicabr.org.br |
| Frankreich (SNEP)                                                                            | —       | —        | Platin1 | 200.000  | snepmusique.com     |
| Vereinigte Staaten (RIAA)                                                                    | —       | Gold1    | —       | 500.000  | riaa.com            |
| Vereinigtes Königreich (BPI)                                                                 | Silber1 | —        | —       | 200.000  | bpi.co.uk           |
| Insgesamt                                                                                    | Silber1 | 2× Gold2 | Platin1 |          |                     |